# 1971 w literaturze
Wydarzenia literackie w 1971 roku.

## Wydarzenia
- polskie
  - Powstał miesięcznik „Literatura na Świecie”
- zagraniczne
  - W Bukareszcie ukazał się pierwszy przekład Lalki w języku rumuńskim.

## Proza beletrystyczna i literatura faktu

### Język polski
- Stanisław Czycz – And
- Stefan Kisielewski – Cienie w pieczarze
- Stanisław Lem
  - Bezsenność
  - Doskonała próżnia
- Aleksander Minkowski
  - Prywatna rozmowa (Wydawnictwo Harcerskie Horyzonty)[1]
  - Ząb Napoleona (Wydawnictwo „Nasza Księgarnia”)[2]
- Marek Nowakowski – Mizerykordia (Czytelnik)
- Michał Kryspin Pawlikowski – Brudne niebo
- Edward Stachura – Siekierezada albo Zima leśnych ludzi
- Andrzej Szczypiorski – Msza za miasto Arras (Spółdzielnia Wydawnicza „Czytelnik”)[3]

### Inne języki
- Charles Bukowski – Listonosz (Post Office)
- Agatha Christie
  - Nemezis (Nemesis)
  - The Golden Ball and Other Stories
- Bohumil Hrabal – Obsługiwałem angielskiego króla (Obsluhoval jsem anglického krále)
- P.D. James – Całun dla pielęgniarki (Shroud for a Nightingale)[4]
- Jerzy Kosiński – Wystarczy być (Being There)
- Jean d’Ormesson – Chwała Cesarstwa (la Gloire de l'Empire)
- Ota Pavel – Śmierć pięknych saren (Smrt krásných srnců)
- Rosamunde Pilcher – Ostatnie chwile lata (The End of Summer)
- Nicola Chiaromonte – Credere e non credere

### Tłumaczenia
- Mario Vargas Llosa – Miasto i psy (La ciudad y los perros)

## Wywiady
- polskie
- zagraniczne
- wydania polskie tytułów zagranicznych

## Dzienniki, autobiografie, pamiętniki
- polskie
- zagraniczne
- wydania polskie tytułów zagranicznych

## Nowe eseje, szkice i felietony
- polskie
- zagraniczne
- wydania polskie tytułów zagranicznych

## Nowe dramaty
- polskie
  - Helmut Kajzar – Gwiazda
  - Sławomir Mrożek – Szczęśliwe wydarzenie
- zagraniczne
  - Aleksandr Wampiłow – Zeszłego lata w Czulimsku (Прошлым летом в Чулимске)
- wydania polskie tytułów zagranicznych

## Nowe poezje
- polskie
  - Julia Hartwig – Dwoistość
  - Bohdan Zadura – Podróż morska
- zagraniczne
  - Paul Celan – Dział śniegu (Schneepart, pośm.)
  - Sylvia Plath – Crossing the Water[5]
  - Sylvia Plath – Winter Trees[5]
  - Thom Gunn – Moly[5]
  - Gavin Ewart – The Gavin Ewart Show[6]
  - Lawrence Durrell – Red Limbo Lingo[6]

- wydania polskie poetów zagranicznych
- zagraniczne antologie
- wydane w Polsce wybory utworów poetów obcych
- wydane w Polsce antologie poezji obcej

## Nowe prace naukowe, biografie i kalendaria
- polskie
  - Jan Drzeżdżon – Wędrówki Remusowe po Kaszubach
  - Henryk Samsonowicz – Złota jesień polskiego średniowiecza
- zagraniczne
  - Bellarmino Bagatti
    - The Church from the Gentiles in Palestine. History and Archaeology
    - The Church from the Circumcision. History and Archaeology of the Judaeo-Christians

  - Gustavo Gutiérrez – Teologia wyzwolenia. Historia, polityka i zbawienie (Teología de la liberación)
  - Hugh Kenner(inne języki) – Era Pounda (The Pound Era)
  - John Rawls – Teoria sprawiedliwości (A Theory of Justice)
  - Burrhus Frederic Skinner – Poza wolnością i godnością (Beyond freedom and dignity)

## Urodzili się
- 6 stycznia – Karin Slaughter, amerykańska pisarka powieści kryminalnych i thrillerów
- 7 stycznia – J.D. Barker, amerykański pisarz thrillerów
- 24 lutego – Conn Iggulden, brytyjski autor powieści historycznych
- 6 marca – Aleš Čar, słoweński pisarz i publicysta
- 8 marca – Mark Juddery, australijski dziennikarz i pisarz (zm. 2015)
- 13 marca – Viet Thanh Nguyen, amerykański pisarz wietnamskiego pochodzenia
- 14 marca – Rebecca Roanhorse, amerykańska pisarka science fiction
- 8 czerwca – Anna Brzezińska, polska pisarka fantasy
- 23 czerwca – Nona Fernández, chilijska pisarka i dramaturg
- 7 lipca – Melissa de la Cruz, amerykańska pisarka
- 11 sierpnia – Javier Sierra, hiszpański pisarz i dziennikarz
- 21 sierpnia – Megan Abbott, amerykańska autorka kryminałów i scenarzystka
- 4 października – Tash Aw(inne języki), malezyjski pisarz i poeta
- 13 października – Sebastian Fitzek, niemiecki pisarz i dziennikarz
- 21 sierpnia – Bartosz Żurawiecki, polski krytyk filmowy, felietonista i pisarz
- 25 października – Elif Şafak, turecka powieściopisarka i felietonistka
- 26 października – Jim Butcher, amerykański pisarz literatury fantastycznej
- 10 listopada – Holly Black, amerykańska pisarka
- 11 listopada – P. Djèlí Clark, amerykański pisarz fantasy pochodzenia trynidadzkiego
- 11 grudnia – Laini Taylor, amerykańska pisarka fantasy
- Sean Doolittle, amerykański pisarz kryminałów i thrillerów

## Zmarli
- 14 stycznia – Heinrich Anacker, niemiecki poeta (ur. 1901)
- 15 stycznia – C.C. MacApp, amerykański pisarz science fiction (ur. 1913)
- 28 stycznia – Stanisław Vincenz, polski prozaik i eseista (ur. 1888)
- 1 marca – František Hrubín, czeski pisarz, poeta i tłumacz (ur. 1910)
- 7 marca – Stevie Smith, brytyjska poetka i powieściopisarka (ur. 1902)
- 11 maja – Rafał Wojaczek, polski poeta (ur. 1945)
- 19 maja
  - Czesław Janczarski, polski pisarz i poeta (ur. 1911)
  - Ogden Nash, amerykański poeta (ur. 1902)
- 25 maja – Vera Albreht, słoweńska poetka, pisarka, publicystka i tłumaczka (ur. 1895)
- 4 lipca – August Derleth, amerykański pisarz i wydawca (ur. 1906)
- 11 lipca – John W. Campbell, amerykański wydawca i pisarz science fiction (ur. 1910)
- 20 września – Jorgos Seferis, grecki poeta, noblista (ur. 1900)
- 2 listopada – Janina Porazińska, polska pisarka (ur. 1882 albo 1888)
- 27 listopada – Jan Brzoza, polski pisarz i publicysta (ur. 1900)

## Nagrody
- Georg-Büchner-Preis – Uwe Johnson
- Harcerska Nagroda Literacka – Stanisława Platówna za Chłopiec na polnej drodze
- Nagroda Bookera – V.S. Naipaul
- Nagroda im. Wilhelma Macha – Filip Bajon za Białe niedźwiedzie nie lubią słonecznej pogody
- Nagroda Jerozolimska – Jorge Luis Borges
- Nagroda Kościelskich – Bohdan Cywiński, Adam Czerniawski, Jerzy Harasymowicz, Zygmunt Haupt, Wacław Iwaniuk, Zbigniew Żakiewicz
- Nagroda Nobla – Pablo Neruda
- Nagroda Polskiego PEN Clubu za przekład z literatury obcej na język polski – Artur Międzyrzecki, Paweł Hertz
- Nagroda Renaudot – Pierre-Jean Rémy(inne języki)
- Orle Pióro – Irena Jurgielewiczowa
- Premio Planeta – José María Gironella(inne języki)
- Prix Femina – Angelo Rinaldi(inne języki)
- Złoty Wieniec Strużańskich wieczorów poezji – W.H. Auden